# Abatoleon frontalis
Abatoleon frontalis is een insect uit de familie mierenleeuwen (Myrmeleontidae), die tot de orde netvleugeligen (Neuroptera) behoort. De soort komt voor in Argentinië.